# Indianastra sarasini
Indianastra sarasini is een zeester uit de familie Asterinidae.
De wetenschappelijke naam van de soort werd in 1897 gepubliceerd door Perceval de Loriol.